# Tori Anderson
Victoria Anderson dit Tori Anderson, née le 29 décembre 1988, est une actrice canadienne. Elle est connue pour ses rôles dans les séries télévisées, comme Dr. London Blake dans la série de TeenNick/YTV Open Heart, Evie dans la série de The CW No Tomorrow.

## Biographie
Tori Anderson est originaire d'Edmonton, en Alberta, et est diplômé de l'école secondaire Frances Kelsey à Mill Bay, en Colombie-Britannique. Elle est titulaire d'un diplôme en beaux-arts de l'Université York et a obtenu son diplôme magna cum laude en tant qu'actrice en 2011.

## Carrière
En 2014, Tori Anderson est choisie pour la série YTV/TeenNick Open Heart où elle joue le rôle du Dr London Blake, la sœur aînée du personnage principal.
Elle joue également l'expert en relations publiques Drew dans la Websérie MsLabelled.
En 2016, Tori Anderson a un rôle récurrent dans la série de Nickelodeon The Other Kingdom, jouant la fée reine Titania, la mère du personnage principal.
Elle joue le rôle d'Evie dans la série de la CW No Tomorrow en 2016. En 2017, elle commence à jouer le rôle récurrent de Blake Crawford dans la série télévisée de NBC Blindspot.
En juin 2021, Tori Anderson est choisie pour le rôle régulier de Kate Whistler dans la série dramatique de CBS, NCIS: Hawai'i. La série est annulée le 26 avril 2024 après seulement trois saisons.

## Filmographie

### Séries télévisées
- 2003 : Tru Calling : Compte à rebours (saison 1, épisode 1) : Meredith Davies (à 15 ans)
- 2004 : Smallville (saison 3, épisode 18) : Rebecca
- 2007 : Les 4400 (saison 4, épisode 1) : Amber
- 2010 : The Troop (saison 1, épisode 13) : Jenny
- 2012 : Air Crash (saison 11, épisode 11) : Lee Brumiester
- 2012 : Les Enquêtes de Murdoch (saison 5, 2 épisodes) : Lucille Messing
- 2012 : Rookie Blue (saison 3, épisode 8) : Liz Adams
- 2012 : The L.A. Complex (rôle récurrent, 6 épisodes) : Charlotte
- 2012 : Flashpoint (saison 5, épisode 12) : Della (employée de garderie #1)
- 2014 : Warehouse 13 (saison 5, épisode 3) : Princesse
- 2015 : Reign : Le Destin d'une reine (saison 2, épisode 11) : Lady Atley
- 2015 : Backstorm (saison 1, épisode 1) : Alyson Cox
- 2015 : Open Heart (rôle principal) : Dr. London Black
- 2015 : MsLabelled (web-série, 19 épisodes) : Drew
- 2016 : The Other Kingdom (rôle récurrent, 10 épisodes) : Reine Tatania
- 2016 : Killjoys (saison 2, 4 épisodes) : Sabine
- 2016 à 2017 : No Tomorrow (rôle principal) : Evie
- 2017 à 2020 : Blindspot (rôle récurrent, saisons 3-5) : Blake Crawford
- 2018 : Caught (rôle principal) : Ada
- 2019 : Ransom (saison 3, épisode 3) : Sasha Levant
- 2021 à 2024 : NCIS: Hawai'i : Kate Whistler (principal saison 1 à 3)

### Téléfilms
- 2006 : La Légende de Sérenna : Dee Sullivan
- 2014 : L'heure de tuer mon père : Laura Ross
- 2018 : Comme les Noëls de mon enfance : Amelia Hughes
- 2019 : Love Under the Olive Tree : Nicole Cabella
- 2020 : Noël loin des projecteurs : Olivia O'Hara
- 2021 : Vous pouvez embrasser la demoiselle d'honneur : Scarlett Bailey
- 2021 : A Chance For Christmas : Christina A. Chance
- 2021 : La recette secrète de l'amour : Laura Glickman
- 2022 : La plus belle demoiselle d'honneur : Cate James
- 2022 : Campfire Christmas : Payton